# Latastia ornata
La Latastia ornata és una espècie de sargantana endèmica de Guinea Bissau. Forma part del gènere Latastia, de la família dels lacèrtids. Va ser descrita per primer cop pel naturalista suís Albert Monard l'any 1940.
El nom d'ornata ve del llatí ornata, -us = decorat o ornamentat, i es refereix a la coloració ornamentada de la seva pell.
Llangardaix de mida mitjana (76 mm), amb el musell arrodonit, el cos esvelt, les extremitats ben desenvolupades i la cua llarga (unes 2,5 vegades). Té el dors negre amb quatre línies blanques contínues anteriorment, que es tornen posteriorment a marró vermellós i la gola i el ventre blancs. La cua és de color marró vermellós. Només se n'han descrit, de moment, els mascles